# پیر گانیر
پیر گانیر (فرانسوی: Pierre Gagnaire‎؛ زادهٔ ۹ آوریل ۱۹۵۰) سرآشپز و رستوران‌دار اهل فرانسه است. وی مدیر و سرآشپز رستورانی به نام خودش در منطقه ۸ پاریس است که سه ستارهٔ میشلن دارد. وی همچنین سرآشپز رستوران سه‌ستارهٔ اسکچ در لندن است. مجلهٔ تخصصی رستوران این رستوران را سه سال پیاپی در رتبهٔ سوم ۵۰ رستوران برتر جهان قرار داد. وی در سال ۲۰۱۵، برنده جایزه «بهترین سرآشپز جهان» شد.
وی همچنین برندهٔ جوایزی همچون  شوالیه لژیون دونور شده‌است.